# Королевские ворота
Короле́вские воро́та (нем. Königstor) — одни из восьми сохранившихся городских ворот Калининграда. Расположены на пересечении улицы Фрунзе и Литовского вала. В 2005 году Королевские ворота были символом празднования 750-летия Калининграда. С того же года в воротах размещается Историко-культурный центр «Великое посольство», являющийся филиалом Музея Мирового океана. В воротах расположены экспозиции, посвящённые возникновению и развитию города-крепости Кёнигсберг, посещению Кёнигсберга выдающимися людьми и дипломатической истории Кёнигсберга-Калининграда (в частности, посещению Кёнигсберга Великим посольством Петра I.
Ворота выстроены в псевдоготическом стиле и внешне напоминают маленький замок.

## История

### Немецкое время

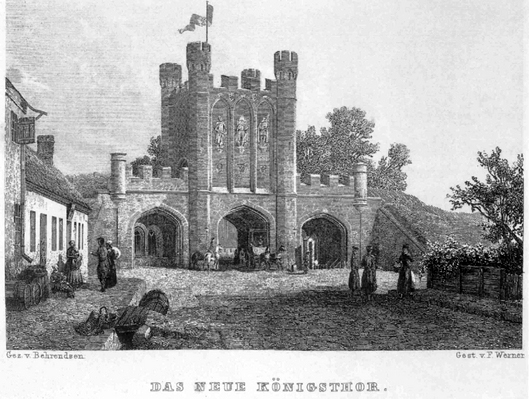
Ворота в XIX веке

Нынешние Королевские ворота унаследовали своё название от более старых ворот, располагавшихся на том же месте. Первоначально на этом месте находились Кальтхофские ворота. В 1717 году они были снесены, а во время вхождения Кёнигсберга в состав России во время Семилетней войны ворота на этом месте были построены заново русскими инженерами. Эти ворота первоначально назывались Гумбинненскими, так как именно в Гумбиннен (ныне Гусев) вела шедшая через них дорога. В 1811 году ворота были переименованы в Королевские, по названию улицы, на которой они находились (нем. Königstrasse). Название же улицы связано с тем, что по ней следовали прусские короли, направлявшиеся из кёнигсбергского замка на войсковые смотры в предместье Девау.
В конце первой половины XIX века в Кёнигсберге началась модернизация городских укреплений. Тогда старые ворота были снесены, а на их месте были построены новые, сохранившиеся до сих пор.
Торжественная закладка новых Королевских ворот состоялась 30 августа 1843 года в присутствии короля Фридриха-Вильгельма IV, а завершилось строительство в 1850 году.
В конце XIX века оборонительные сооружения, в состав которых входили Королевские ворота, устарели с военной точки зрения и стали мешать развитию города. В 1910 году военное ведомство признало, что эти оборонительные сооружения окончательно утратили военное значение и продало их городу. Позднее в XX веке валы, примыкавшие к воротам по бокам, были срыты, поскольку они мешали возросшему автомобильному движению. Таким образом ворота стали свободностоящим, островным строением. Теперь они выполняли функцию своеобразной триумфальной арки.
Не известно, использовались ли Королевские ворота в качестве оборонительного сооружения во время штурма города советскими войсками в ходе Восточно-Прусской операции Великой Отечественной войны. По крайней мере в хрониках военных действий и в мемуарной литературе они не упоминаются (к примеру, нет упоминаний о боях у ворот ни в массово изданном советском сборнике «Штурм Кёнигсберга», ни в мемуарах руководителя немецкой обороны генерала Отто Ляша).
Ворота получили повреждения от артиллерии и бомбардировок, но это не говорит о том, что они были целью, ведь артобстрелам и бомбардировкам подвергался весь город.

### Советское время

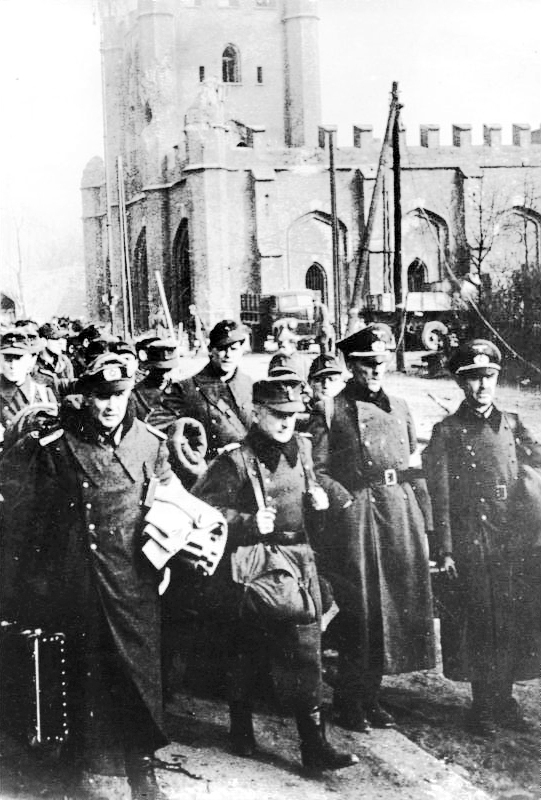
Пленные немецкие офицеры на фоне Королевских ворот, 12 апреля 1945

Об истории ворот в период с 1945 по 1960 год ничего не известно. Первый официальный послевоенный документ, имеющий отношение к Королевским воротам — постановление Совета Министров РСФСР № 1327 от 30 августа 1960 года. Этот документ устанавливал перечень исторических памятников города, взятых на государственную охрану.
Однако единственным следствием этого постановления было то, что ворота украсились табличкой «Памятник состоит на учёте и охраняется государством». Никаких реставрационных и даже консервационных работ тогда не проводилось.
К тому времени сквозного проезда через ворота уже не было.
В течение ещё пятнадцати лет в истории ворот ничего не происходило. Их не реставрировали, о них не писали. Ворота постепенно разрушались.
В 1975 году в Министерство культуры РСФСР и Управление по охране памятников истории и культуры пришло следующее письмо, подписанное председателем калининградского горисполкома Виктором Денисовым:

Калининградский горисполком сообщает, что ремонтно-консервационные работы на «Королевских воротах», расположенных по улице Фрунзе — Литовский вал и являющихся памятником архитектуры государственного значения, будут выполнены в ближайшие годы. В дальнейшем это сооружение будет приспособлено для культурных нужд города.
— Опубликовано в книге «В казематах королевского форта», автор Овсянов Авенир
Однако на деле эти благие намерения никаких последствий не вызвали. Наоборот, вскоре над воротами нависла новая угроза:

Просим Вашего разрешения как не представляющие ни исторической, ни государственной ценности снести следующие скульптурные изображения, горельефы, барельефы и медальоны: а) с Королевских ворот скульптурные изображения Фридриха I, герцога Альбрехта и Оттокара II, б) с Бранденбургских ворот медальоны с изображениями генералов Астера и Бойена и герб Пруссии…
— Опубликовано в книге «В казематах королевского форта», автор Овсянов Авенир
Автором этого письма, отправленного в государственную инспекцию по охране памятников истории и культуры в 1976 году был начальник Управления культуры Калининградского облисполкома В. К. Глушков.
Однако московские эксперты не дали добро на «обтёсывание» ворот.
В том же году впервые с конца войны ворота стали использоваться: в них разместился книжный магазин № 6.
В последующие годы попытки местных властей уничтожить ворота не прекращались. В номере от 8 января 1978 года газета «Калининградская правда» написала о том, что ворота следовало бы снести. Вряд ли эта статья была случайностью, так как примерно тогда же Калининградский горисполком направил в Министерство культуры и Центральный совет Всесоюзного общества охраны памятников истории и культуры официальный запрос о снятии с Королевских ворот государственной охраны.
Однако и на этот раз инициатива калининградских властей по уничтожению свидетельств довоенной истории города не встретила поддержки в Москве. Статья из «Калининградки» попала на глаза начальнику Управления по охране памятников истории и культуры Министерства культуры РСФСР А. Н. Копылова, который резко раскритиковал инициативу.
Для того, чтобы решить вопрос ценности Королевских ворот, в Калининград Министерством культуры была послана специальная комиссия. Она работала в городе с 10 по 16 сентября 1978 года. В результате охранный статус ворот был подтверждён, и из Министерства культуры в Калининград пришло письмо, в котором обосновывалось историческое и культурное значение ворот, и давался отказ на просьбу о снятии с них статуса охраняемого памятника.
К началу перестройки книжный магазин в воротах перестал существовать. Они вновь стали бесхозным сооружением, за которым никто не ухаживал, и которое постепенно разрушалось. Некоторое время ворота использовались под склад и магазин. В 1990 году в воротах располагалось кооперативное кафе.

### Ворота после перестройки

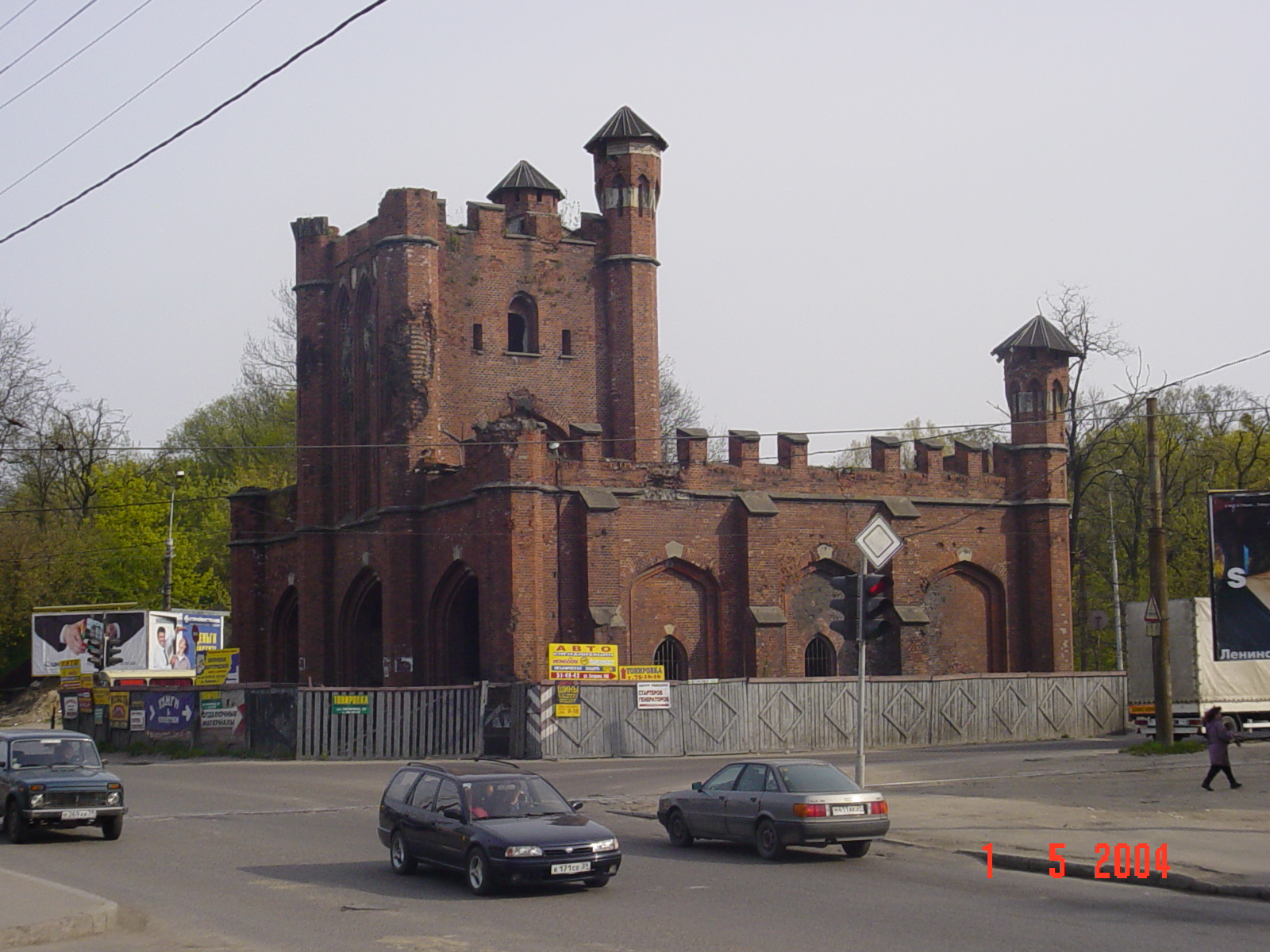
Вид на торцевую сторону ворот до реставрации, 2004 год

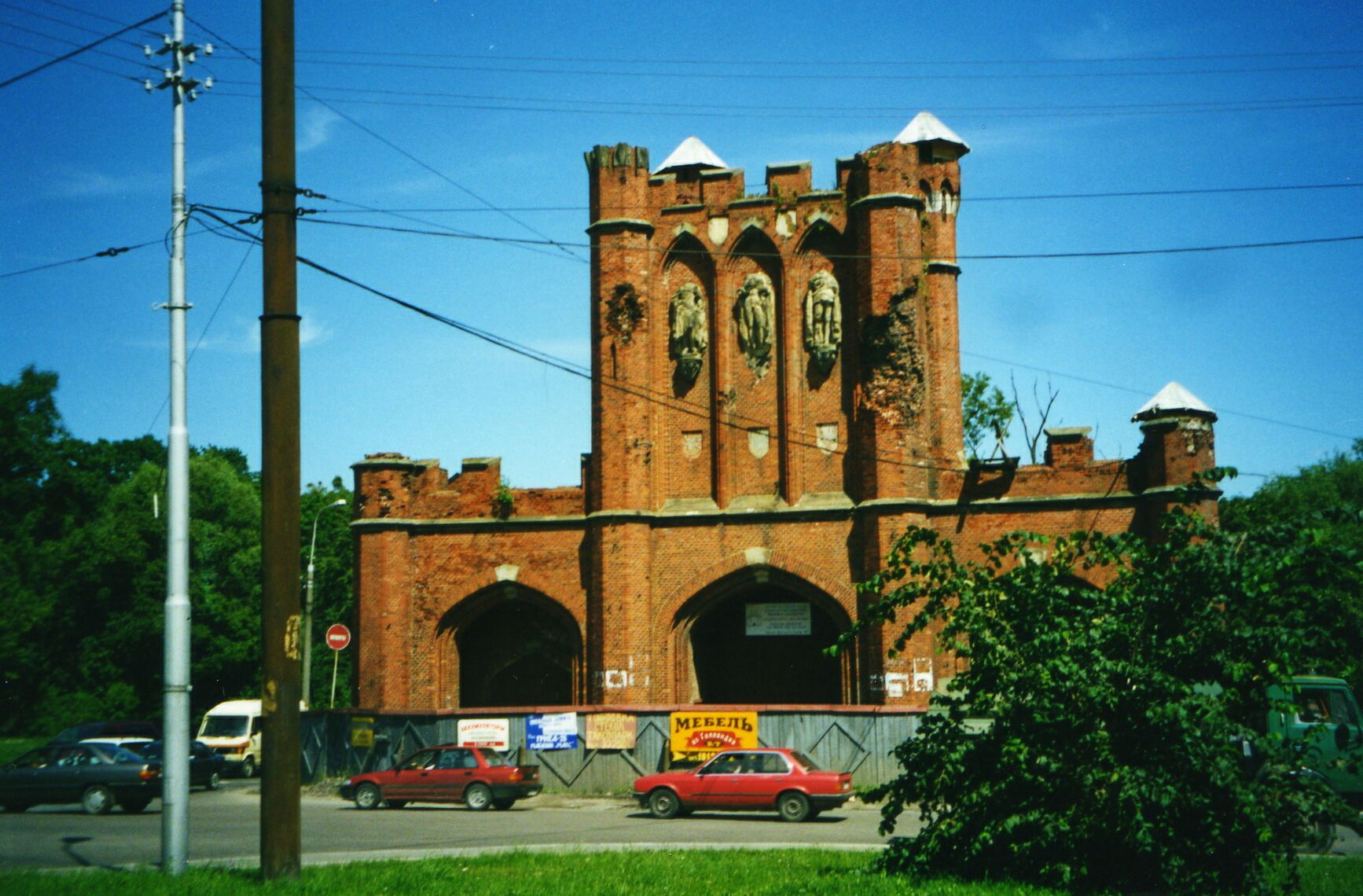
Ворота до реставрации, 2002 год

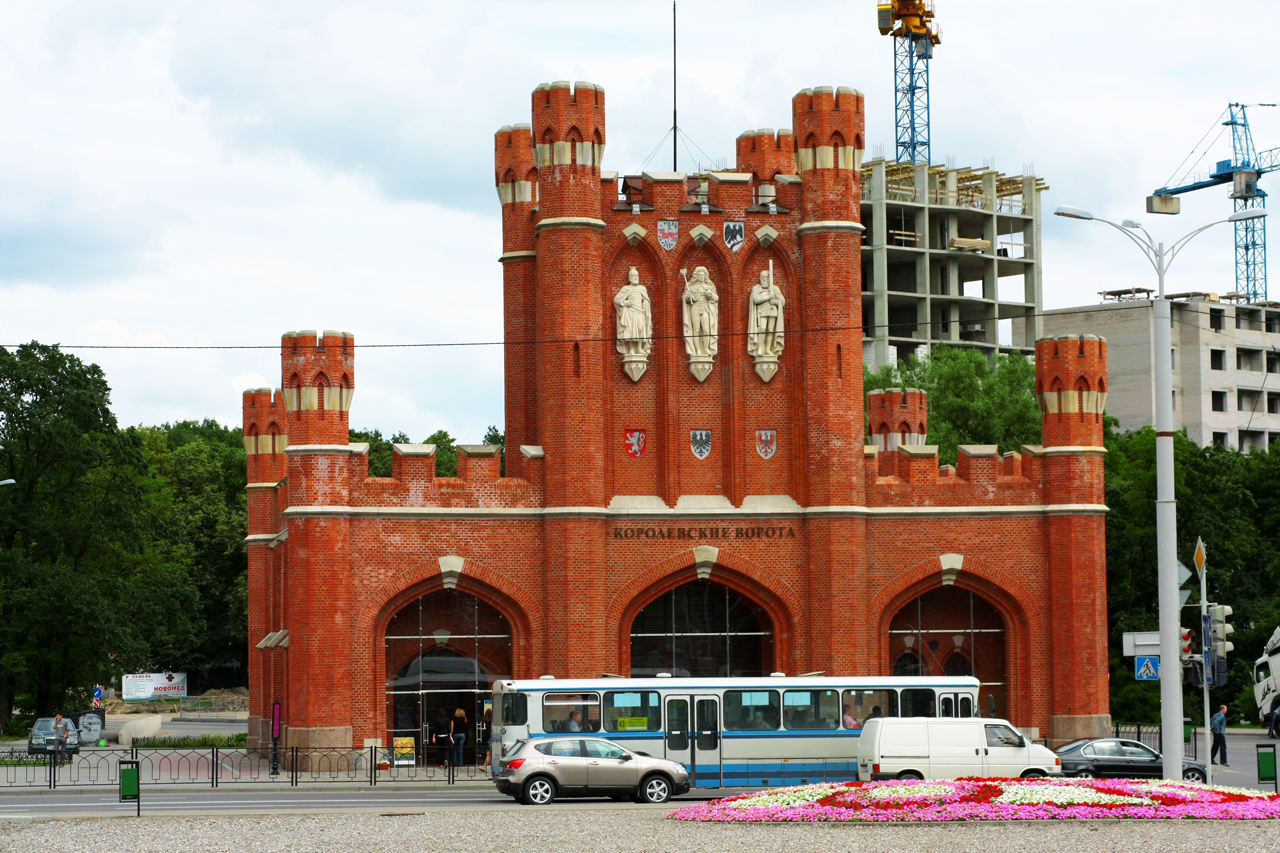
Ворота после реставрации (2009 год)

К 1991 году ворота были заброшены. В течение последующих десяти лет это положение не менялось, несмотря на то, что существовало множество вариантов их восстановления и дальнейшего использования.
Поворотным событием в истории ворот стало празднование 750-летия Кёнигсберга, которое отмечалось в 2005 году. Королевские ворота стали не только одним из многих объектов, отреставрированных к юбилею, именно это сооружение стало главным символом юбилея.
Юбилейный символ представлял собой силуэт ворот на фоне российского флага с надписями «Калининград» и «750».
Осенью 2004 года из федерального бюджета для реставрации ворот было выделено 20 миллионов рублей, однако потом стоимость увеличилась более чем вдвое, до 49 миллионов рублей.
Реставрационные работы начались в ноябре 2004 года. К этому времени состояние ворот оставляло желать много лучшего, ведь они были повреждены ещё во время войны и простояли без ухода почти шестьдесят лет. Были повреждены барельефы: у Фридриха I, герцога Альбрехта и Оттокара II были отбиты головы.
Реставрационные работы здания проводились ООО «Монострой».
Ход реставрации ворот курировался на самом высоком уровне, так как оргкомитет по подготовке празднования 750-летия Кёнигсберга возглавлял министр экономики РФ Герман Греф. В феврале 2005 года он заявил, что если к 3 июля (последний день юбилейных торжеств) ворота не будут полностью отреставрированы, то рядом с ними для чиновников, ответственных за реставрацию, будет установлена Королевская виселица.
Однако прибегать к таким крутым мерам не пришлось: ворота были готовы в срок. Их открытие после реставрации состоялось 1 июля.
Реставрация барельефов «трёх безголовых королей», как их прозвали в Калининграде (хотя один из них, Альбрехт, не был королём) представляла собой особую трудность. Практически не было документации, и судить о том, как они выглядели до войны, можно было только по фотографиям. Отправить фигуры на реставрацию в Германию, где имеется большой опыт подобных работ, было крайне сложно из-за российских законов, которые предусматривают сложную процедуру оформления разрешения на временный вывоз объектов культуры за границу. В связи с этим было решено реставрировать фигуры на месте.
Для реставрации фигур в Калининград из Санкт-Петербурга прибыли мастера Алексей Кадыров и Сергей Бугаев, скульпторы-реставраторы, которые до этого реставрировали Певческую капеллу им. Глинки в Санкт-Петербурге. Также для реставрации барельефов был приглашён ведущий реставратор Государственного Эрмитажа Вячеслав Мозговой.
Трудность реставрации заключалась среди всего прочего в том, что фигуры были выполнены из песчаника особой породы, и для укрепления голов пришлось создавать специальный состав.
Отреставрированные рельефы были заново смонтированы на фасаде ворот 6 июня 2005 года.
Не обошлось и без курьёзов: когда головы уже были практически готовы, в одном из польских архивов были обнаружены детальные фотографии фигур. Головы пришлось делать заново. Теперь на тот случай, если короли в будущем по каким-либо причинам вновь лишатся голов, их можно будет заменить запасными.
10 ноября 2005 года в стену Королевских ворот было вмуровано послание к потомкам — стеклянный футляр с книгой «Город моей мечты», из которой калининградцы будущего узна́ют, как представлялось их время калининградцам 2005 года. Одна из записей в книге была сделана президентом России Владимиром Путиным 2 июля, во время посещения им юбилейных торжеств.
Создание послания потомкам было инициативой Музея Мирового океана.
10 февраля 2005 года ворота были переданы Музею Мирового океана. Здесь разместилась экспозиция, посвящённая Великому посольству Петра I в Европу.

## Архитектура ворот

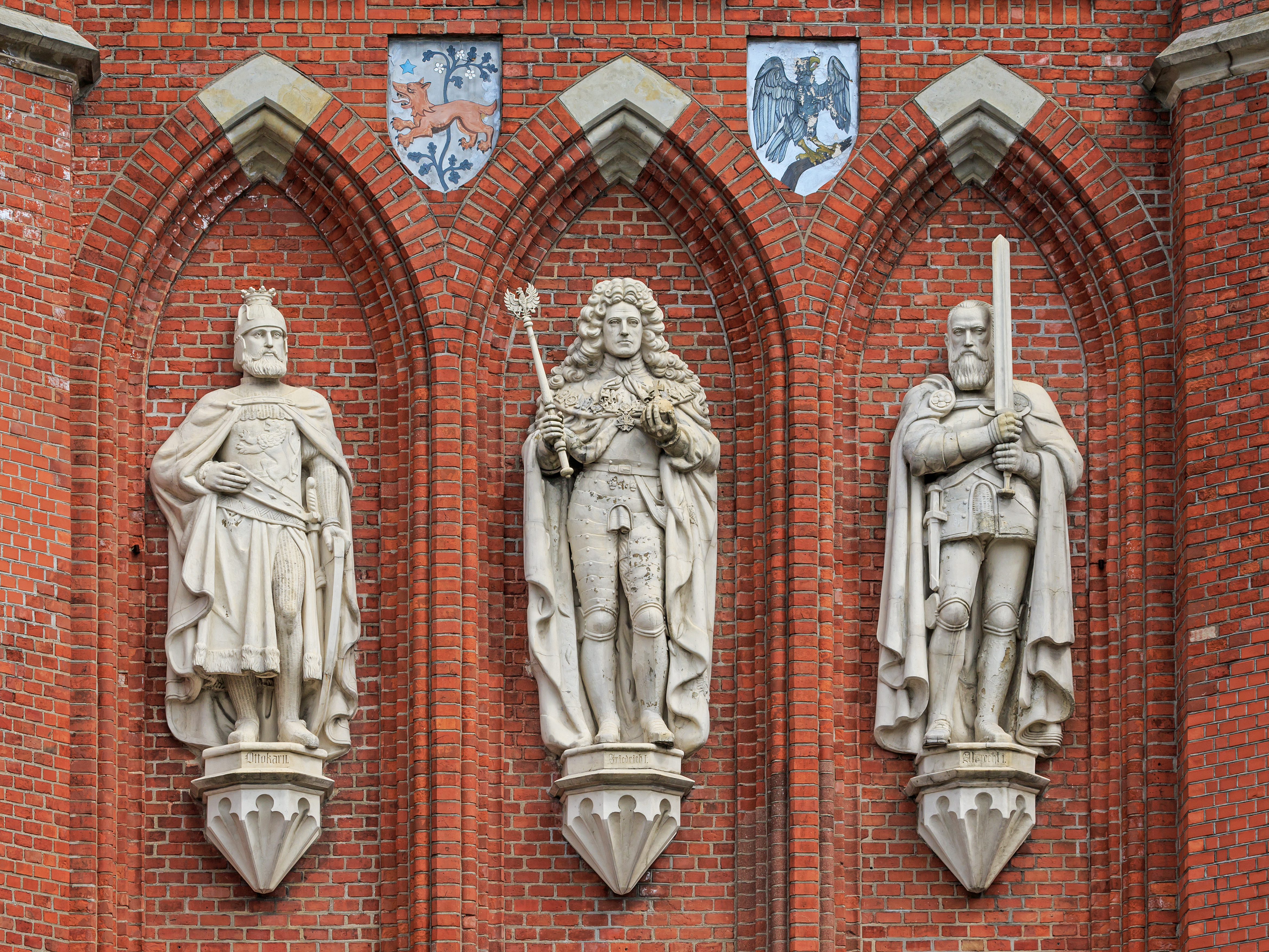
Горельефы на Королевских воротах. Слева направо: Отакар II, Фридрих I и Альбрехт I

Как и остальные ворота Кёнигсберга, Королевские ворота были выстроены в стиле неоготики, но именно в Королевских воротах стиль выражен наиболее ярко. Материал ворот — кирпич.
Автор проекта ворот — генерал Эрнст Людвиг фон Астер, (по неподтверждённой версии, за художественное оформление фасадов отвечал архитектор Фридрих Август Штюлер), барельефы создал скульптор Вильгельм Людвиг Штюрмер.
Королевские ворота состоят из одного проезда шириной в 4,5 метра, по бокам от которого расположены бывшие казематы. Со стороны города казематы имели окна и двери, а со внешней стороны — амбразуры. С внешней стороны ворот располагалась так называемая кордегардия — дворик, простреливавшийся со всех сторон.
Вертикальное членение ворот состоит из трёх равношироких частей (порталов), две боковые части членения заключают в себя казематы, средняя же принадлежит проезду. Горизонтальное членение обозначено пояском-карнизом, который делит ворота на два яруса. Казематы имеют высоту в один ярус, средняя часть ворот (часть с проездом) возвышается над ними на высоту ещё одного яруса. На краях крыши как казематов, так и центральной части расположены зубцы. На четырёх углах высокой центральной части расположено по башне. На внешних углах нижнего яруса имеются четыре таких же башни, таким образом, ворота имеют восемь башен. Сейчас все восемь башен выглядят одинаково, однако в XIX веке башни нижнего яруса имели форму турелей — стилизованных дозорных башенок. Скорее всего башни нижнего яруса приобрели свой теперешний вид тогда, когда ворота перестраивали после их продажи городу.
Первый ярус ворот украшен тремя порталами, второй — тремя нишами, в которых установлены горельефы короля Чехии Отакара II (слева), короля Пруссии Фридриха I (посередине) и герцога Пруссии Альбрехта I (справа). Под фигурами размещены их родовые гербы. Выше ниш изображены гербы прусских земель — Замланда и Натангии.
Лицевые стены имеют толщину в два метра, своды — 1,25 м. Покрытия ярусов и перекрытия между ярусами выполнены в виде системы крестовых сводов. Так как эти своды вызывали сильный распор, на боковых гранях ворот были устроены контрфорсы.
За время своего существования архитектура ворот претерпела изменения. Ещё в 1875 году северный каземат был переделан в проход для пешеходов, позднее то же самое произошло и с южным казематом. После продажи ворот городу была снесена кордегардия и некоторые другие элементы, необходимые оборонительному сооружению, но ненужные для ворот — триумфальной арки. Были перестроены торцевые стороны ворот, которые стали видны после срытия вала.

## Ворота как возможное место сокрытия утраченных культурных ценностей
Во время войны в Кёнигсберг направлялись культурные ценности, похищенные немецкими войсками в музеях, архивах, библиотеках и церквях Советского Союза. Весной 1945 года эти ценности, вместе с ценностями из кёнигсбергских музеев и других учреждений культуры, захоранивались в разных тайниках. Возможным местом нахождения таких тайников являются и городские ворота, в том числе и Королевские.
Есть версии того, что ценности прятались в воротах Кёнигсберга, в том числе и в Королевских.
В архивах Калининградской геолого-археологической экспедиции (полузасекреченная организация, занимавшаяся поисками утраченных культурных ценностей) имелся документ с показаниями доктора Штрауса, работника органов культуры тогдашней ГДР. Вот что он рассказал:

Местами захоронения ценностей могут быть — башни времён 1840—1860 годов, ворота Фридландер, Закхаймер, Кёнигс (то есть Королевские), Ростгартер…

В основном поиски экспедиции были сосредоточены на Ростгартенских воротах, так как имелись другие свидетельства того, что там были спрятаны ценности. Поиски большей частью ограничились визуальным осмотром помещений. Своих приборов у экспедиции не было, использовались приборы, взятые во временное пользование в военно-инженерном училище. Хотя эти приборы и не были предназначены для такого использования, выбора у поисковиков не было.
Дело № 82 было закрыто в 1975 году, хотя по вышеописанным причинам (отсутствие специализированного оборудования) исследования были довольно поверхностными.

## Галерея

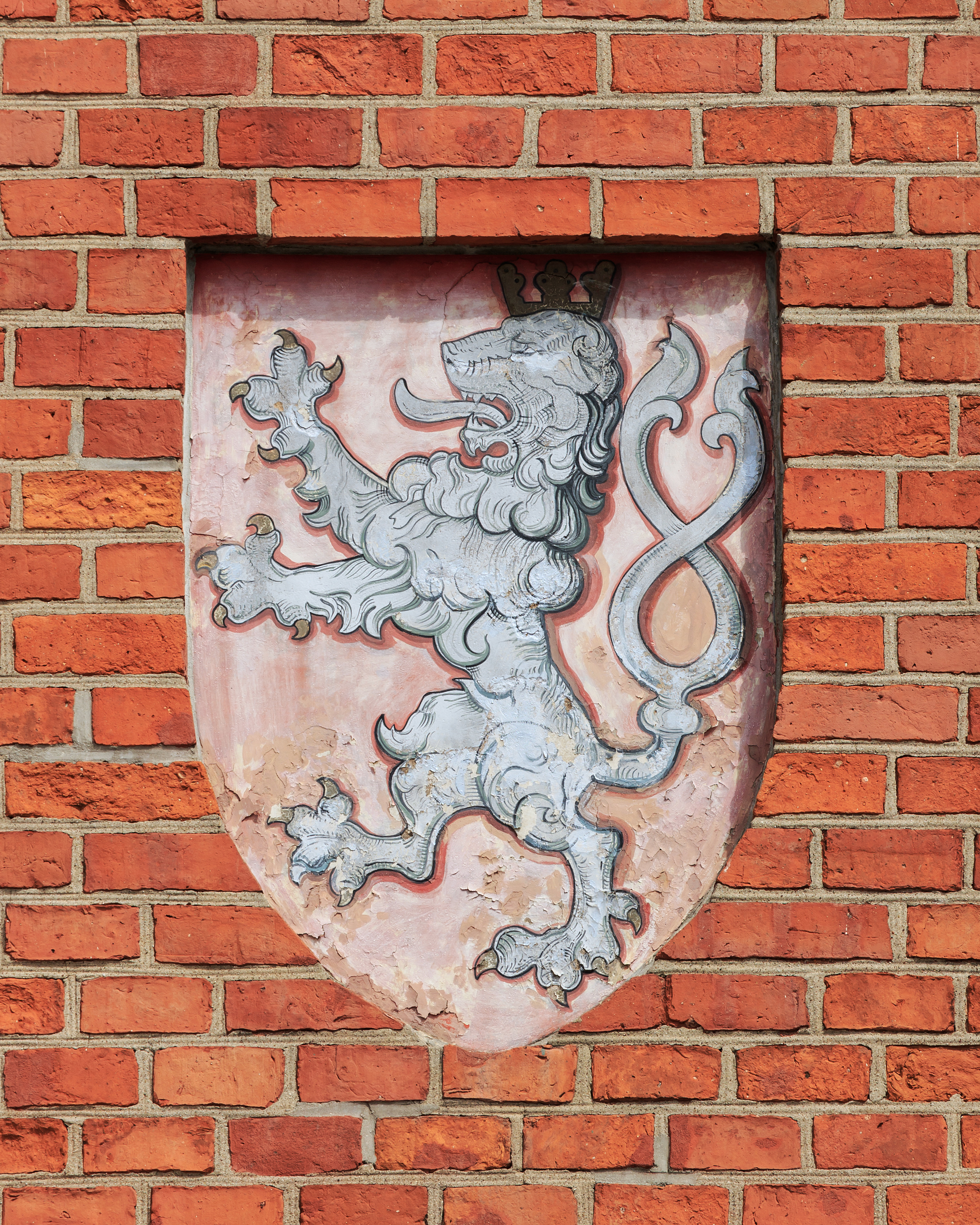
Герб Богемии
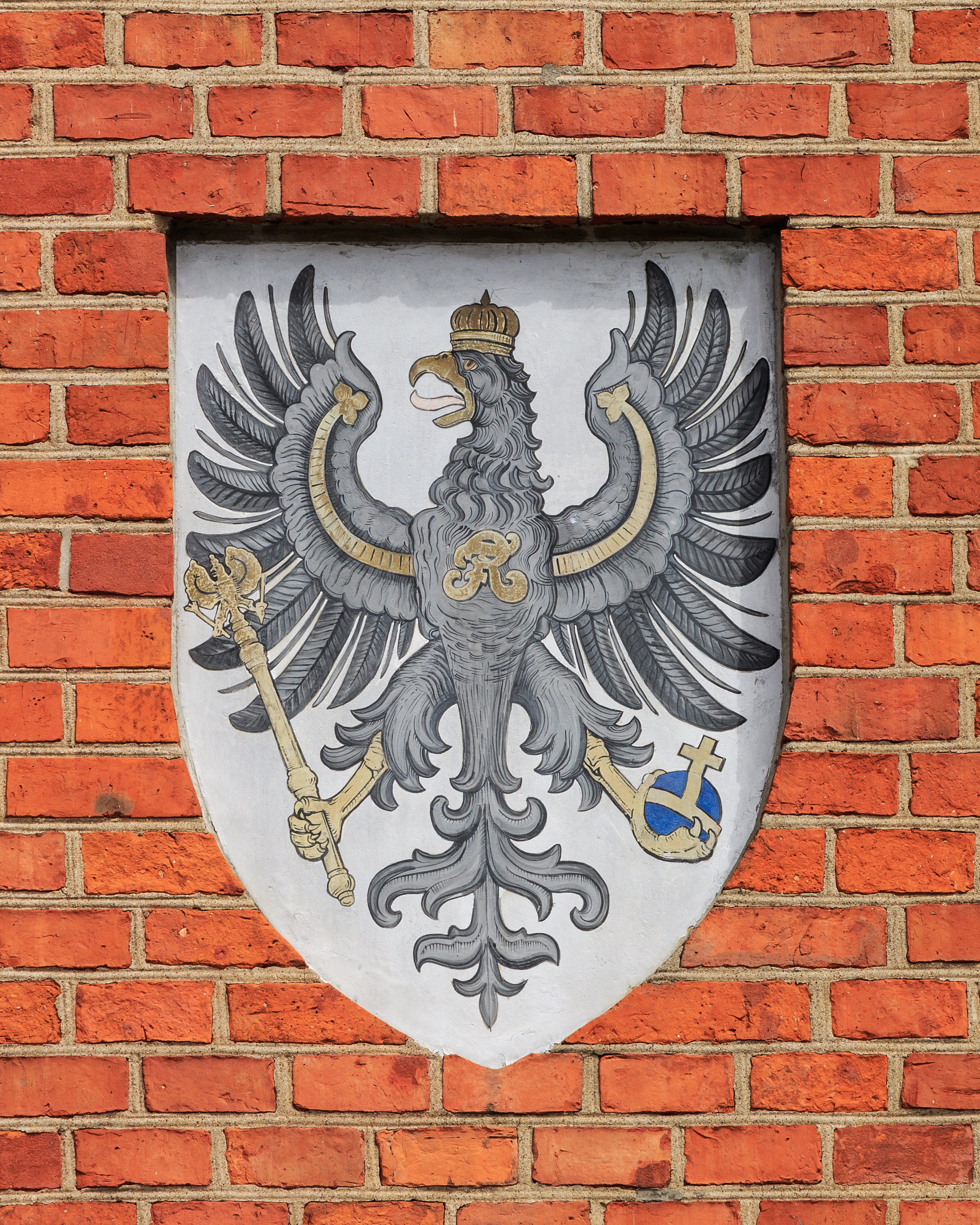
Герб Пруссии
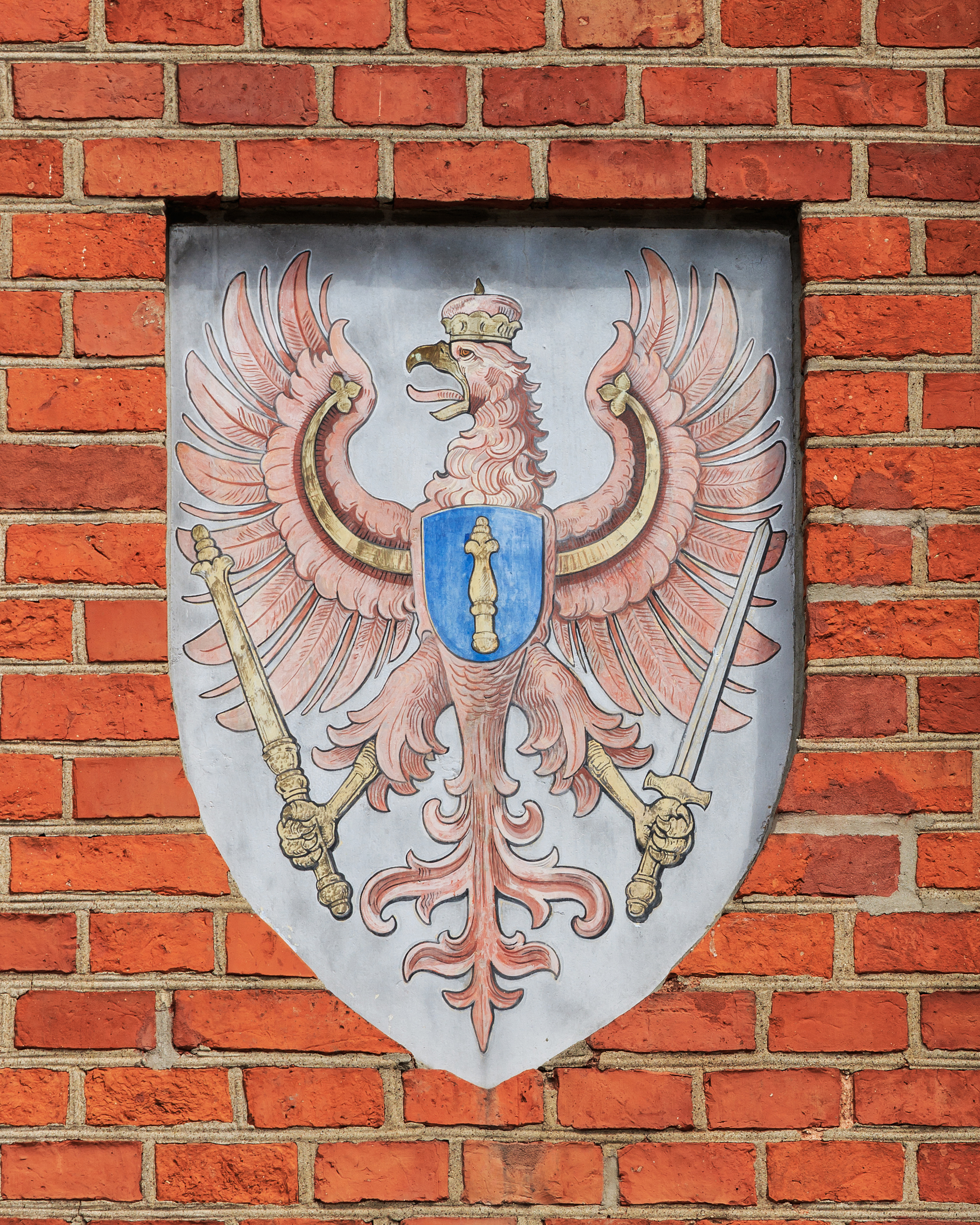
Герб Бранденбурга

### Королевские ворота в новостях
- «Умрем, но отреставрируем Королевские ворота в Калининграде»| Фортификационные сооружения Кёнигсберга             | Фортификационные сооружения Кёнигсберга                                                                                                                                                                                                                                             |
| --------------------------------------------------- | --- |
| Ворота крепости Фридрихсбург                        | - Фридрихсбургские |
| Центральные сооружения                              | - Башня Врангеля - Башня Дона - Бастион Грольман - Астрономический бастион - Казарма «Кронпринц» |
| Городские ворота                                    | - Закхаймские - Королевские - Росгартенские - Трагхаймские - Аусфальские - Холлэндербаумские - Железнодорожные - Бранденбургские - Фридландские - Зелёные - Штайндаммские |
| Валы Кёнигсберга                                    | - Литовский вал |
| Форты                                               | - 1 — Штайн - 1а — Грёбен - 2 — Бронзарт - 2а — Барнеков - 3 — Король Фридрих III - 4 — Гнейзенау - 5 — Король Фридрих Вильгельм III - 5а — Лендорф - 6 — Королева Луиза - 7 — Герцог фон Хольштайн - 8 — Король Фридрих I - 9 — Дона - 10 — Канитц - 11 — Дёнхофф - 12 — Ойленбург |
| Курсивом выделены несохранившиеся городские ворота. | |